# Vítězslav Jaroš
Vítězslav Jaroš (Příbram, 23 de julho de 2001) é um futebolista checo que atua como goleiro. Atualmente, joga pelo Ajax, emprestado pelo Liverpool.

## Carreira em clubes
Revelado pelo Příbram, jogou ainda na base do Slavia Praga antes de se mudar para o Liverpool em 2017, vencendo a FA Youth Cup em sua segunda temporada pelos Reds. Em 2019, jogou o segundo tempo de um amistoso contra o Tranmere Rovers na pré-temporada, vencido pelo Liverpool por 6 a 0, mas uma lesão no cotovelo o tirou dos gramados por vários meses.
A estreia oficial do goleiro em partidas oficiais foi contra o Shrewsbury Town, pela quarta fase da Copa da Inglaterra, em fevereiro de 2020. Vestindo a camisa 78, foi relacionado para o banco de reservas no segundo jogo entre as equipes, que terminou com vitória do Liverpool por 1 a 0. Ele assinaria um contrato de longo prazo com o time em julho do mesmo ano e seria novamente relacionado para mais 3 jogos, contra Ajax (2 partidas) e Midtjylland (fora de casa), mas não entrou em campo nenhuma vez.
Para ganhar experiência, o goleiro assinou por empréstimo com o St. Patrick's Athletic, equipe da primeira divisão do Campeonato Irlandês. Foi no St. Patrick's que Jaroš fez sua estreia como profissional, no dérbi contra o Shamrock Rovers. Durante a campanha dos Saints, o goleiro chegou a ficar 5 jogos sem levar nenhum gol, sendo ainda eleito o jogador do ano pelos torcedores após o St. Patrick's terminar como vice-campeão, seu melhor desempenho desde o título nacional em 2013, além de ser premiado como melhor goleiro pelos jornalistas irlandeses.

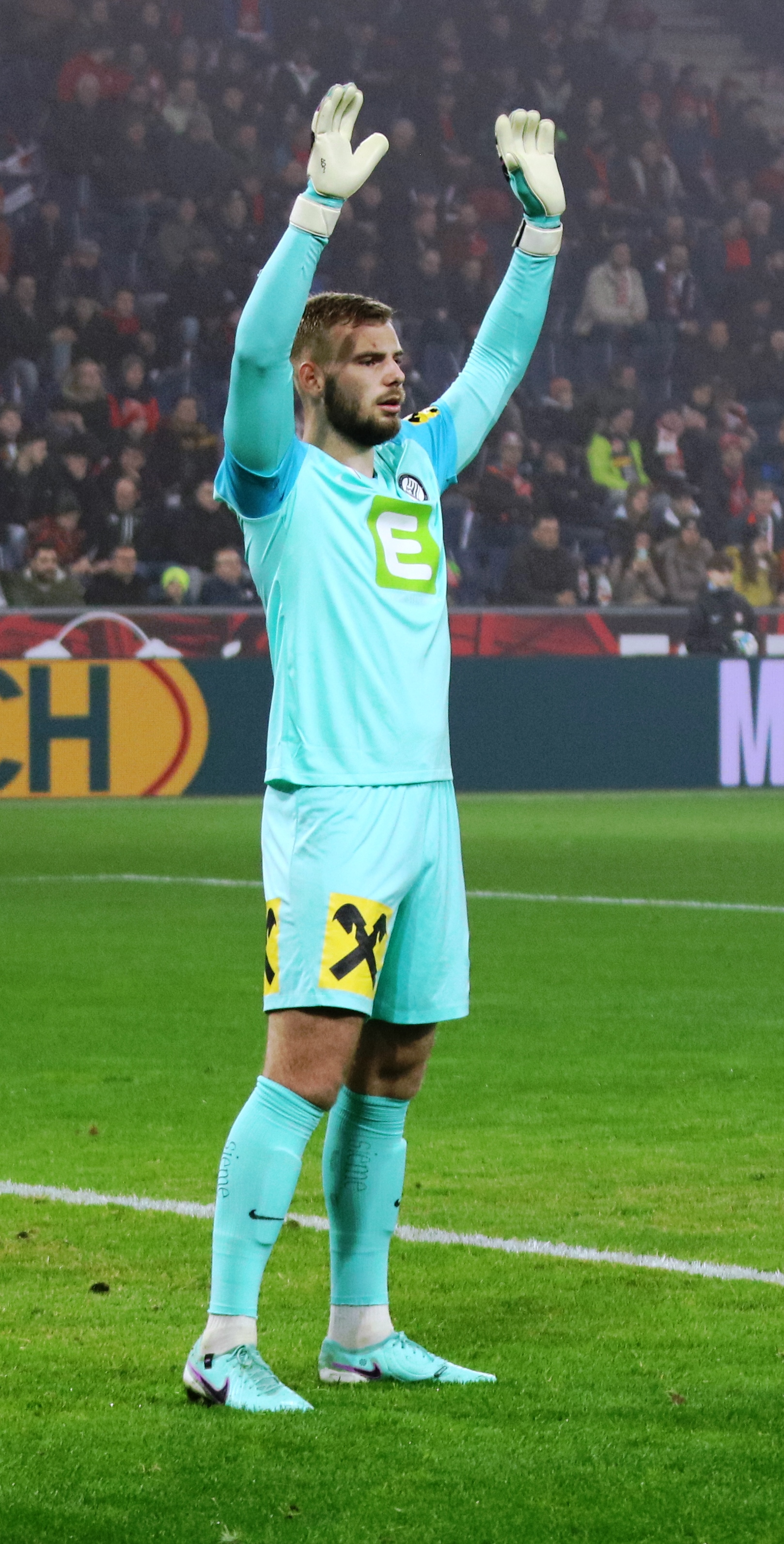
Jaroš no Sturm Graz em 2024.

Jaroš ainda teve passagens curtas por Notts County, Stockport Countyref>«Goalkeeper Jaros Czechs in!». Stockport County F.C. 4 de julho de 2022</ref> e Sturm Graz (onde foi campeão austríaco e da Copa nacional) antes de ser reintegrado ao elenco principal do Liverpool em 2024, fazendo sua estreia oficial como jogador dos Reds em outubro, substituindo Alisson aos 34 minutos do segundo tempo na vitória por 1 a 0 sobre o Crystal Palace. Sua primeira partida como titular foi contra o Brighton & Hove Albion pela Copa da Liga Inglesa, se destacando ao evitar um gol de Simon Adingra ao desviar a bola com a ponta dos dedos. O Liverpool venceria o jogo por 3 a 2.

## Carreira internacional
Convocado várias vezes para as seleções de base da Chéquia, Jaroš integrou o elenco que disputou a Eurocopa de 2024, mas não foi utilizado em nenhuma partida. Ele disputaria seu primeiro jogo pela seleção em junho, na vitória por 7 a 1 sobre Malta, entrando como substituto de Matěj Kovář no intervalo.

## Títulos
Liverpool Academy
- FA Youth Cup: 2018–19[25]

St. Patrick's Athletic
- Copa da República da Irlanda: 2021

Sturm Graz
- Campeonato Austríaco: 2023–24
- Copa da Áustria: 2023–24

### Individuais
- Jogador do Ano do St. Patrick's Athletic: 2021[26]